# Jardim Elétrico
| Оценки критиков                   | Оценки критиков |
| Источник                          | Оценка          |
| --------------------------------- | --------------- |
| Allmusic                          | [ 1 ]           |
| The Encyclopedia of Popular Music | [ 2 ]           |

Jardim Elétrico («Electric Garden») — четвёртый альбом бразильской тропикалия/психоделик-рок-группы Os Mutantes, выпущенный в 1971 году (см. 1971 год в музыке) на Polydor Records. Название на английском языке означает Electric Garden. Пять песен с этого альбома изначально планировалось выпустить на альбоме Tecnicolor, но он не был издан вплоть до 2000 года.
Альбом также демонстрирует, что Арнальдо Баптиста стал продюсером группы, эту должность он сохранял до тех пор, пока не покинул группу в 1973 году.
По версии журнала Rolling Stone Brazil он занял 72-е место в списке 100 лучших бразильских альбомов в истории.

## Список композиций
Слова и музыка всех песен — Арнальдо Баптисты, Риты Ли и Серхио Диаса, кроме отмеченных.
| №  | Название                  | Автор(ы)                                         | Длительность |
| -- | ------------------------- | ------------------------------------------------ | ------------ |
| 1. | «Top Top»                 | Арнальдо Баптиста, Рита Ли, Серхио Диас, Лиминья | 2:29         |
| 2. | «Benvinda»                | Арнальдо Баптиста, Рита Ли                       | 2:48         |
| 3. | «Tecnicolor»              |                                                  | 3:46         |
| 4. | «El Justiciero»           |                                                  | 3:52         |
| 5. | «It's Very Nice pra Xuxu» |                                                  | 4:49         |
| 6. | «Portugal de Navio»       |                                                  | 2:44         |

| №   | Название          | Автор(ы)                                                         | Длительность |
| --- | ----------------- | ---------------------------------------------------------------- | ------------ |
| 7.  | «Virgínia»        |                                                                  | 3:27         |
| 8.  | «Jardim Elétrico» |                                                                  | 3:14         |
| 9.  | «Lady, Lady»      | Арнальдо Баптиста, Рита Ли, Серхио Диас, Лиминья                 | 3:33         |
| 10. | «Saravá»          |                                                                  | 4:25         |
| 11. | «Baby»            | Каэтану Велозу - Версия: Арнальдо Баптиста, Рита Ли, Серхио Диас | 3:38         |

## Участники записи
Os Mutantes
- Арнальдо Баптиста[англ.]: вокал (2, 4, 5, 8 треки), клавишные
- Рита Ли: вокал (1, 3, 4, 8, 10, 11 треки), перкуссия
- Серхио Диас[англ.]: вокал (3, 4, 5, 6, 7, 8, 9, 10 треки), гитара
- Лиминья[англ.]: бас-гитара, бэк-вокал, вокал (6 трек)
- Динхо Леме: ударные

а также:
- Рожерио Дюпра[англ.]: оркестровые аранжировки